# Alise-Sainte-Reine
Alise-Sainte-Reine là một xã ở tỉnh Côte-d'Or trong vùng Bourgogne, phía đông nước Pháp. Khu vực này có độ cao trung bình 344 mét trên mực nước biển.
Tại đây có thành phố cổ Alesia, nơi Caesar đã đánh bại người Gaul dưới sự chỉ huy của Vercingetorix trong trận Alesia. 